# 미역치과
미역치과(Tetrarogidae)는 페르카목에 속하는 조기어류과의 하나이다. 인도양과 서태평양에서 발견된다. 양볼락과와 밀접한 관계에 있다. 대개는 자독어(刺毒魚)로서 등지느러미에 독을 가진 가시가 있다. 수심 약 300m 깊이에서 사는 저생어류이다. 가시 지느러미를 포함 몸길이가 2.5-23 cm에 불과한 작은 물고기이다. 해저 바닥에 몸을 숨기며 서식한다. 미역치 등을 포함하고 있다.

## 하위 속
- Ablabys
- Centropogon
- Coccotropsis
- Cottapistus
- Glyptauchen
- Gymnapistes
- Liocranium
- Neocentropogon
- Neovespicula
- Notesthes
- Ocosia
- Paracentropogon
- Pseudovespicula
- Richardsonichthys
- Snyderina
- Tetraroge
- Vespicula